# DJ Eric
Eric Montero, conocido artísticamente como DJ Eric o Swagstar, es un rapero, DJ, productor musical e ingeniero de sonido de únder, gangsta rap, rap y reguetón dominicano. Ha sido el productor ejecutivo de todos los álbumes de La Industria en todos sus volúmenes y ediciones, siendo distribuidos por Fonovisa. Es conocido por poseer una cantidad importante de artistas en sus álbumes, y mantener guerras liricales contra The Noise, el equipo de artistas de DJ Negro. Entre los artistas que pertenecieron a su sello se puede destacar a Lito & Polaco, MC Ceja, Feloman, Double Flavor, trabajando además en álbumes de Big Boy, Wisin & Yandel, Ivy Queen, Baby Rasta & Gringo, entre otros.

## Biografía
DJ Eric es un dominicano que fue criado en Puerto Rico. Producciones como la saga La Industria lo ubican como uno de los propulsores del género reguetón, al mismo nivel que DJ Playero y DJ Negro. Trabajó en las tres primeras producciones de MC Ceja, Luz Solar (1996), Todo ha cambiado (1998) y Boricua's State of Mind (2001), pero al parecer, esta relación de trabajo concluyó cuando MC Ceja firmó con Pina Records.
Ha lanzado más de 20 producciones donde se recopilan canciones de artistas como Daddy Yankee, Don Omar, Glory, Rey Pirin, siendo la más conocida, la saga de La Industria.
Actualmente, se fusionó junto a DJ Negro y DJ Playero para un proyecto llamado "Los Fathers del Reggaeton", donde lanzaron un sencillo «Puesta pal perreo» lanzado en 2020, conectaron nuevamente con el público fanático del reguetón clásico o "vieja escuela" como se conoce hoy día.

## La Industria
La Industria fue una saga de álbumes recopilatorios que reunía a talentos emergentes del rap en español y reggae, siendo el primer volumen uno de los álbumes que marcaron el inicio del reguetón. El álbum contenía 16 canciones y presentaba a MC Ceja, Polaco, Prieto Valdez, Black Omar, Lito, y New Flavor. Lo siguieron 7 volúmenes, siendo The Industry Vol 4 The Return uno de los más destacados, y cerrando en 2003 con DJ Eric: La Industria 7, la cual contó con la participación de Cheka, Baby Rasta & Gringo y Tego Calderón.
En sus comienzos, sus artistas (Lito MC Cassidy, Polaco, MC Ceja, Double Flavor, TNT y Feloman), mantuvieron una guerra musical con The Noise (Baby Rasta & Gringo, Cavalucci, Mr Notty, Bebe, entre otros), pero redujo su intensidad en 1999 hasta desaparecer cuando Polaco y Lito se separaron de Eric. La Industria fue el bando que más guerra musical mantuvo con otros sellos durante la "Era Underground" del reguetón.
La unión de los tres mosqueteros de ese grupo, conformado por MC Ceja, Lito y Polaco, fue considerada la más bélica, debido a las “tiraderas” que éstos realizaron a los demás conglomerados de artistas, como Dj Playero, Dj Negro y The Noise, DJ Nelson y The Mansion Crew.
Sin embargo, exponentes como TNT, Lito y Polaco, mantienen el prestigio internacional debido a sus largas trayectorias que han sabido mantener dentro del género urbano.
En 2020, el sello JN Music firmó un acuerdo de distribución digital, lanzando cada semana un álbum de la colección de DJ Eric a las plataformas digitales.

## Discografía
- 1994: Hip-Hop Ragga Mix
- 1994: Street Style 1 con Master Mitch
- 1995: NRT Original Reggae Mix[18]
- 1995: Ragga Motion
- 1995: Street Style 2
- 1995: The Industry Vol 3
- 1996: The Industry Vol 4 The Return
- 1997: Los 3 Mosqueteros - MC Ceja, Lito & Polaco
- 1997: Los Nuevos Talentos de la Industria
- 1998: Dance Underground[19]
- 1998: Greatest Hits
- 1998: The Industry Vol 5 Coming to Attack
- 1999: La Industria LIVE
- 1999: The Best
- 1999: The Industry Vol 6 - All Star Vol 1
- 2002: La Busqueda
- 2002: The Industry Vol 6 - All Star vol 2
- 2003: La Saga
- 2003: The Industry Vol 7 Away
- 2003: Los 3 Mosqueteros Vol.2
- 2004: The History
- 2005: La Comisión
- 2007: Reggaeton Pal Bloque
- 2008: Veteranía Suprema Vol.1

## Créditos de producción
Según Allmusic:
| Año  | Álbum                       | Artista                 |                                         |
| ---- | --------------------------- | ----------------------- | --------------------------------------- |
| 2008 | The Comeback                | Baby Rasta & Gringo     | Audio Production                        |
| 2004 | Melao                       | Noelia                  |                                         |
| 2004 | De vuelta por primera vez   | Jetson, Nieto & J.Stone | Artista primario, productor             |
| 2004 | Judgement Day               | DJ Eric                 | Artista primario                        |
| 2004 | Diva                        | Ivy Queen               | Productor                               |
| 2000 | Romances del Ruido 1 y 2    | Varios                  | Artista primario                        |
| 2000 | Los reyes del nuevo milenio | Wisin & Yandel          | Productor                               |
| 1998 | Tengo el Mando              | Wiso G                  | Producer, Arranger, Mixing              |
| 1998 | Skapulario                  | Skapulario              | Mixing                                  |
| 1996 | Mis Ojos Lloran Por Ti      | Big Boy                 | Producer, Mixing                        |
| 1994 | Que Vayas con Dios          | Big Boy                 | Producer, Engineer, Mixing, Programming |